# Van Horn
Van Horn ist ein Ort im US-Bundesstaat Texas und Sitz der Verwaltung des Culberson County. Das U.S. Census Bureau hat bei der Volkszählung 2020 eine Einwohnerzahl von 1941 ermittelt.

## Bevölkerung
Van Horn hat 2.063 Einwohner und eine Markungsfläche von 7,5 km². Die Bevölkerungsdichte liegt bei 278,8 Einwohner/km².

## Raketenstartplatz
In 15 Kilometer Entfernung zum Ort liegt Corn Ranch, das als Start- und Landegelände für den von der Firma Blue Origin entwickelten, suborbitalen Raumflugkörper New Shepard dient. Ein erster unbemannter Teststart erfolgte am 13. November 2006. Am 23. November 2015 wurde erstmals eine Höhe von über 100 Kilometern erreicht, und damit die Kármán-Linie, die Grenze zum Weltraum überschritten.